# Сивакоатл монс
Сивакоатл монс је планина (монс) на површини планете Венере. Налази се на координатама 53,0° северно и 150,9° источно (планетоцентрични координатни систем +Е 0-360) и са пречником од 100 км међу планинским узвишењима је средње величине на површини ове планете.
Планина је име добила према астечком божанству земље и плодности Сивакоатлу, а име планине је 1997. усвојила Међународна астрономска унија. Првобитно је сматрано да је реч о корони, али како је касније доказано потпуно одсуство вулканске активност промењена је и класификација објекта.